# BNP Paribas Open 2015
BNP Paribas Open 2015, známý také jako Indian Wells Masters 2015, byl společný tenisový turnaj mužského okruhu ATP World Tour a ženského okruhu WTA Tour, hraný v areálu Indian Wells Tennis Garden na otevřených dvorcích s tvrdým povrchem. Konal se mezi 9. až 22. březnem 2015 v kalifornském Indian Wells jako jubilejní 40. ročník mužského a 27. ročník ženského turnaje.
Mužská polovina se po grandslamu řadila do druhé nejvyšší kategorie okruhu ATP World Tour Masters 1000 a její dotace činila 7 107 445 amerických dolarů. Ženská část disponovala rozpočtem 6 157 160 dolarů a byla také součástí druhé nejvyšší úrovně okruhu WTA Premier Mandatory. Kalifornská událost představovala v těchto kategoriích úvodní turnaj sezóny.
Serena Williamsová přerušila dlouholetý bojkot turnaje a poprvé od sezóny 2001 se objevila ve startovní listině. Švýcar Michael Lammer, jenž vypadl v páru s Federerem, v úvodním kole čtyřhry, ukončil ve 32 letech profesionální kariéru. Singlový titul obhájila světová jednička Novak Djoković a v ženské dvouhře poprvé triumfovala Rumunka Simona Halepová. Mužskou čtyřhru vyhrál pár Vasek Pospisil a Jack Sock. Papírové předpoklady favoritek ženského debla naplnila nejvýše nasazená dvojice Martina Hingisová a Sania Mirzaová, jež turnaj ovládla.

## Rozdělení bodů a finančních odměn

### Rozdělení bodů
| Soutěž       | vítězové | finalisté | semifinalisté | čtvrtfinalisté | 16 v kole | 32 v kole | 64 v kole | 96 v kole | Q  | Q2 | Q1 |
| ------------ | -------- | --------- | ------------- | -------------- | --------- | --------- | --------- | --------- | -- | -- | -- |
| dvouhra mužů | 1000     | 600       | 360           | 180            | 90        | 45        | 25*       | 10        | 16 | 8  | 0  |
| čtyřhra mužů | 1000     | 600       | 360           | 180            | 90        | 0         | —         | —         | —  | —  | —  |
| dvouhra žen  | 1000     | 650       | 390           | 215            | 120       | 65        | 35*       | 10        | 30 | 20 | 2  |
| čtyřhra žen  | 1000     | 650       | 390           | 215            | 120       | 10        | —         | —         | —  | —  | —  |

### Finanční odměny
| Soutěž                                | vítězové | finalisté | semifinalisté | čtvrtfinalisté | 16 v kole | 32 v kole | 64 v kole | 96 v kole | Q2     | Q1     |
| ------------------------------------- | -------- | --------- | ------------- | -------------- | --------- | --------- | --------- | --------- | ------ | ------ |
| dvouhra mužů                          | $900 400 | $439 420  | $220 230      | $112 270       | $59 185   | $31 670   | $17 100   | $10 485   | $3 125 | $1 600 |
| dvouhra žen                           | $900 400 | $439 420  | $220 230      | $112 270       | $59 185   | $31 670   | $17 100   | $10 485   | $3 125 | $1 600 |
| čtyřhra mužů                          | $295 000 | $143 980  | $72 170       | $36 770        | $19 390   | $10 380   | —         | —         | —      | —      |
| čtyřhra žen                           | $295 000 | $143 980  | $72 170       | $36 770        | $19 390   | $10 380   | —         | —         | —      | —      |
| částky ve čtyřhře jsou uvedeny na pár |          |           |               |                |           |           |           |           |        |        |

## Dvouhra mužů

### Nasazení
| Stát                          | Hráč                   | ATP | Nasazení |
| ----------------------------- | ---------------------- | --- | -------- |
| Srbsko                        | Novak Djoković         | 1.  | 1.       |
| Švýcarsko                     | Roger Federer          | 2.  | 2.       |
| Španělsko                     | Rafael Nadal           | 3.  | 3.       |
| Japonsko                      | Kei Nišikori           | 4.  | 4.       |
| Spojené království            | Andy Murray            | 5.  | 5.       |
| Kanada                        | Milos Raonic           | 6.  | 6.       |
| Švýcarsko                     | Stan Wawrinka          | 7.  | 7.       |
| Španělsko                     | David Ferrer           | 8.  | 8.       |
| Česko                         | Tomáš Berdych          | 9.  | 9.       |
| Chorvatsko                    | Marin Čilić            | 10. | 10.      |
| Bulharsko                     | Grigor Dimitrov        | 11. | 11.      |
| Španělsko                     | Feliciano López        | 12. | 12.      |
| Francie                       | Jo-Wilfried Tsonga     | 13. | 13.      |
| Francie                       | Gilles Simon           | 14. | 14.      |
| Lotyšsko                      | Ernests Gulbis         | 15. | 15.      |
| Španělsko                     | Roberto Bautista Agut  | 16. | 16.      |
| Jižní Afrika                  | Kevin Anderson         | 17. | 17.      |
| Španělsko                     | Tommy Robredo          | 18  | 18       |
| Francie                       | Gaël Monfils           | 19. | 19.      |
| USA                           | John Isner             | 20. | 20.      |
| Belgie                        | David Goffin           | 21. | 21.      |
| Itálie                        | Fabio Fognini          | 22. | 22.      |
| Uruguay                       | Pablo Cuevas           | 23. | 23.      |
| Chorvatsko                    | Ivo Karlović           | 24. | 24.      |
| Francie                       | Richard Gasquet        | 25. | 25.      |
| Španělsko                     | Guillermo García-López | 26. | 26.      |
| Francie                       | Julien Benneteau       | 27. | 27.      |
| Německo                       | Philipp Kohlschreiber  | 28. | 28.      |
| Argentina                     | Leonardo Mayer         | 29. | 29.      |
| Španělsko                     | Fernando Verdasco      | 30. | 30.      |
| Česko                         | Lukáš Rosol            | 31. | 31.      |
| Kolumbie                      | Santiago Giraldo       | 32. | 32.      |
| Žebříček ATP k 2. březnu 2015 |                        |     |          |

### Jiné formy účasti
Následující hráči obdrželi divokou kartu do hlavní soutěže:
- Thanasi Kokkinakis
- Austin Krajicek
- Denis Kudla
- Ryan Harrison
- Tim Smyczek

Následující hráči postoupili z kvalifikace:
- Michael Berrer
- Alex Bolt
- Borna Ćorić
- Frank Dancevic
- Thiemo de Bakker
- James Duckworth
- Victor Hănescu
- Filip Krajinović
- Jürgen Melzer
- Dennis Novikov
- Édouard Roger-Vasselin
- Mischa Zverev
  -  Daniel Gimeno Traver – jako šťastný poražený

### Odhlášení
před zahájením turnaje
- Nicolás Almagro → nahradil jej Ivan Dodig
- Carlos Berlocq → nahradil jej Dustin Brown
- Juan Martín del Potro (rekonvalescence zápěstí) → nahradil jej Thanasi Kokkinakis
- David Goffin (poranění žebra) → nahradil jej Igor Sijsling
- Tommy Haas (poranění pravého ramena) → nahradil jej Tacuma Itó
- Paolo Lorenzi → nahradil jej Marinko Matosevic
- Leonardo Mayer → nahradil jej Daniel Gimeno Traver
- Gaël Monfils (poranění levého kolena) → nahradil jej Robin Haase
- Radek Štěpánek → nahradil jej Marcos Baghdatis
- Janko Tipsarević → nahradil jej Andreas Haider-Maurer
- Jo-Wilfried Tsonga → nahradil jej Samuel Groth

v průběhu turnaje
- Bernard Tomic

### Skrečování
- Richard Gasquet
- Michail Kukuškin
- Jiří Veselý

## Mužská čtyřhra

### Nasazení
| Stát                                                                                   | Hráč              | Stát      | Hráč                   | ATP | Nasazení |
| -------------------------------------------------------------------------------------- | ----------------- | --------- | ---------------------- | --- | -------- |
| USA                                                                                    | Bob Bryan         | USA       | Mike Bryan             | 2.  | 1.       |
| Chorvatsko                                                                             | Ivan Dodig        | Brazílie  | Marcelo Melo           | 9.  | 2.       |
| Francie                                                                                | Julien Benneteau  | Francie   | Édouard Roger-Vasselin | 15. | 3.       |
| Nizozemsko                                                                             | Jean-Julien Rojer | Rumunsko  | Horia Tecău            | 18. | 4.       |
| Rakousko                                                                               | Alexander Peya    | Brazílie  | Bruno Soares           | 24. | 5.       |
| Španělsko                                                                              | Marcel Granollers | Španělsko | Marc López             | 25. | 6.       |
| Indie                                                                                  | Rohan Bopanna     | Kanada    | Daniel Nestor          | 30. | 7.       |
| Kanada                                                                                 | Vasek Pospisil    | USA       | Jack Sock              | 31. | 8.       |
| Žebříček ATP k 2. březnu 2015; číslo je součtem žebříčkového postavení obou členů páru |                   |           |                        |     |          |

### Jiné formy účasti
Následující páry obdržely divokou kartu do hlavní soutěže:
- Roger Federer /  Michael Lammer
- Thanasi Kokkinakis /  Andy Murray

Následující pár nastoupil z pozice náhradníka:
- Santiago Giraldo /  Lukáš Rosol

### Odhlášení
před zahájením turnaje
- Marin Čilić

## Ženská dvouhra

### Nasazení
| Stát                          | Hráčka                     | WTA | Nasazení |
| ----------------------------- | -------------------------- | --- | -------- |
| USA                           | Serena Williamsová         | 1.  | 1.       |
| Rusko                         | Maria Šarapovová           | 2.  | 2.       |
| Rumunsko                      | Simona Halepová            | 3.  | 3.       |
| Dánsko                        | Caroline Wozniacká         | 5.  | 4.       |
| Srbsko                        | Ana Ivanovićová            | 6.  | 5.       |
| Kanada                        | Eugenie Bouchardová        | 7.  | 6.       |
| Polsko                        | Agnieszka Radwańská        | 8.  | 7.       |
| Rusko                         | Jekatěrina Makarovová      | 9.  | 8.       |
| Německo                       | Andrea Petkovicová         | 10. | 9.       |
| Česko                         | Lucie Šafářová             | 11. | 10.      |
| Itálie                        | Sara Erraniová             | 12. | 11.      |
| Španělsko                     | Carla Suárezová Navarrová  | 13. | 12.      |
| Německo                       | Angelique Kerberová        | 14. | 13.      |
| Česko                         | Karolína Plíšková          | 15. | 14.      |
| Itálie                        | Flavia Pennettaová         | 16. | 15.      |
| USA                           | Madison Keysová            | 18. | 16.      |
| Česko                         | Barbora Záhlavová-Strýcová | 20. | 17.      |
| Srbsko                        | Jelena Jankovićová         | 21. | 18.      |
| Španělsko                     | Garbiñe Muguruzaová        | 22. | 19.      |
| Francie                       | Alizé Cornetová            | 24. | 20.      |
| Austrálie                     | Samantha Stosurová         | 25. | 21.      |
| Rusko                         | Světlana Kuzněcovová       | 26. | 22.      |
| Ukrajina                      | Elina Svitolinová          | 27. | 23.      |
| Německo                       | Sabine Lisická             | 28. | 24.      |
| Francie                       | Caroline Garciaová         | 29. | 25.      |
| USA                           | Varvara Lepčenková         | 30. | 26.      |
| Švýcarsko                     | Timea Bacsinszká           | 31. | 27.      |
| Kazachstán                    | Zarina Dijasová            | 32. | 28.      |
| Itálie                        | Camila Giorgiová           | 33. | 29.      |
| USA                           | Coco Vandewegheová         | 36. | 30.      |
| Švýcarsko                     | Belinda Bencicová          | 37. | 31.      |
| Bělorusko                     | Viktoria Azarenková        | 38. | 32.      |
| Žebříček WTA k 2. březnu 2015 |                            |     |          |

### Jiné formy účasti
Následující hráčky obdržely divokou kartu do hlavní soutěže:
- Louisa Chiricová
- Irina Falconiová
- Nicole Gibbsová
- Bethanie Matteková-Sandsová
- Grace Minová
- Taylor Townsendová
- Sachia Vickeryová
- Serena Williamsová[1]

Následující hráčky postoupily z kvalifikace:
- Lara Arruabarrenová
- Darja Gavrilovová
- Polona Hercogová
- Lucie Hradecká
- Ons Džabúrová
- Sesil Karatančevová
- Kateryna Kozlovová
- Julia Putincevová
- Jevgenija Rodinová
- Lesja Curenková
- Alison Van Uytvancková
- Ču Lin

#### Odhlášení
před zahájením turnaje
- Irina-Camelia Beguová → nahradila ji Kateřina Siniaková
- Dominika Cibulková (operace Achillovy šlachy) → nahradila ji Donna Vekićová
- Casey Dellacquová → nahradila ji Yanina Wickmayerová
- Petra Kvitová (vyčerpání) → nahradila ji Chanelle Scheepersová
- Pcheng Šuaj (poranění zad) → nahradila ji Čeng Saj-saj
- Laura Robsonová → nahradila ji Aleksandra Krunićová
- Jaroslava Švedovová → nahradila ji Francesca Schiavoneová
- Čang Šuaj → nahradila ji Alla Kudrjavcevová

v průběhu turnaje
- Serena Williamsová

#### Skrečování
- Lesja Curenková

## Ženská čtyřhra

### Nasazení
| Stát                                                                                    | Hráčka                  | Stát      | Hráčka                    | WTA | Nasazení |
| --------------------------------------------------------------------------------------- | ----------------------- | --------- | ------------------------- | --- | -------- |
| Švýcarsko                                                                               | Martina Hingisová       | Indie     | Sania Mirzaová            | 12. | 1.       |
| Rusko                                                                                   | Jekatěrina Makarovová   | Rusko     | Jelena Vesninová          | 16. | 2.       |
| USA                                                                                     | Raquel Kopsová-Jonesová | USA       | Abigail Spearsová         | 20. | 3.       |
| Čínská Tchaj-pej                                                                        | Sie Šu-wej              | Itálie    | Flavia Pennettaová        | 21. | 4.       |
| Španělsko                                                                               | Garbiñe Muguruzaová     | Španělsko | Carla Suárezová Navarrová | 25. | 5.       |
| Maďarsko                                                                                | Tímea Babosová          | Francie   | Kristina Mladenovicová    | 31. | 6.       |
| Francie                                                                                 | Caroline Garciaová      | Slovinsko | Katarina Srebotniková     | 33. | 7.       |
| Česko                                                                                   | Andrea Hlaváčková       | Česko     | Lucie Hradecká            | 46. | 8.       |
| Žebříček WTA k 2. březnu 2015; číslo je součtem žebříčkového postavení obou členek páru |                         |           |                           |     |          |

### Jiné formy účasti
Následující páry obdržely divokou kartu do hlavní soutěže:
- Daniela Hantuchová /  Karin Knappová
- Ana Ivanovićová /  Angelique Kerberová
- Světlana Kuzněcovová /  Coco Vandewegheová
- Sloane Stephensová /  Taylor Townsendová

### Odhlášení
před zahájením turnaje
- Taylor Townsendová (poranění levé dolní končetiny)

## Přehled finále

### Mužská dvouhra
- Novak Djoković vs.  Roger Federer, 6–3, 6–7(5–7), 6–2

### Ženská dvouhra
- Simona Halepová vs.  Jelena Jankovićová, 2–6, 7–5, 6–4

### Mužská čtyřhra
- Vasek Pospisil /  Jack Sock vs.  Simone Bolelli /  Fabio Fognini, 6–4, 6–7(3–7), [10–7]

### Ženská čtyřhra
- Martina Hingisová /  Sania Mirzaová vs.  Jekatěrina Makarovová /  Jelena Vesninová, 6–3, 6–4